# Teoria autoafirmacji
Teoria autoafirmacji – teoria sugerująca, że ludzie będą likwidować wpływ dysonansu wzbudzającego zagrożenie dla ich samooceny przez potwierdzenie swojej kompetencji w dziedzinie, która nie jest związana z zagrożeniem.
Gdy nasza samoocena jest zagrożona, to będziemy, jeśli jest to możliwe, dążyć do zredukowania dysonansu przywołując w pamięci jakieś – nie związane ze sprawą, ale pielęgnowane przez siebie – aspekty swojego pojęcia Ja, aby w ten sposób zachować dobre mniemanie o sobie, pomimo że zaangażowaliśmy się w jakieś głupie i niemoralne działanie.